# Leptogomphus elegans
Leptogomphus elegans – gatunek ważki z rodziny gadziogłówkowatych (Gomphidae). Występuje w Chinach; stwierdzony w prowincjach Fujian i Zhejiang, regionie autonomicznym Kuangsi oraz w Hongkongu.